# Pfarrkirche Waizenkirchen

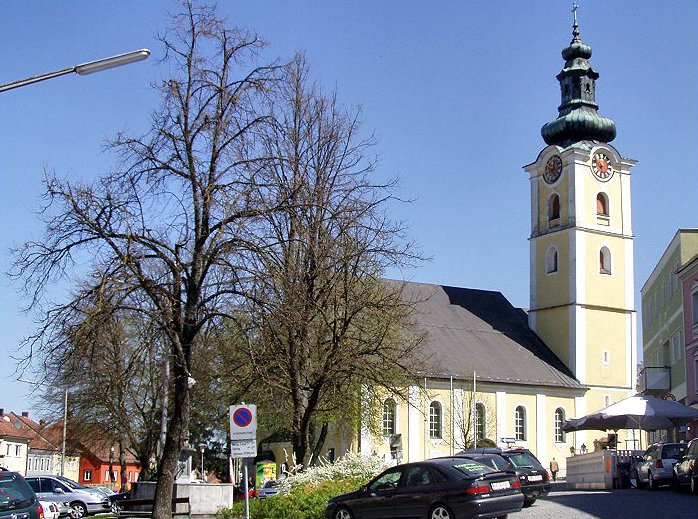
Kath. Pfarrkirche Hll. Peter und Paul in Waizenkirchen

Die römisch-katholische Pfarrkirche Waizenkirchen steht in der Marktgemeinde Waizenkirchen im Bezirk Grieskirchen in Oberösterreich. Die auf die Heiligen Peter und Paul geweihte Kirche gehört zum Dekanat Peuerbach in der Diözese Linz. Die Kirche steht unter Denkmalschutz.

## Geschichte
Die ursprünglich gotische Kirche fiel im 18. Jahrhundert einem Feuer zum Opfer. Der Wiederaufbau erfolgte von 1738 bis 1748. Die heutige spätbarocke Kirche mit gotischen Bauteilen wurde 1987 restauriert.

## Architektur
An das fünfjochige Langhaus schließt ein eingezogener vierjochiger Chor mit einem Dreiachtelschluss an, Langhaus und Chor haben Stichkappentonnengewölbe. Das fünfjochige südliche Seitenschiff (1739) hat Platzlgewölbe. Die vierachsige zweijochige zweigeschoßige Westempore hat im Unterbau ein gotisches Gewölbe, die Rippen wurden entfernt. Der Turm im südlichen Chorwinkel trägt einen Zwiebelhelm (1739). Die Sakristei hat ein Spiegelgewölbe.

## Ausstattung
Der Hochaltar aus dem Jahr 1891 und die Seitenaltäre sind neubarock. Das Hochaltarbild Peter und Paul malte Martin Johann Schmidt (1799); es wurde 1953 restauriert. Es gibt weitere Wechselbilder von Schmidt, Bild Auferstehung Christi (1800), und Bild Geburt Christi mit dem Hinweis Mart. Joh. Schmidt, letztes Gemälde, gestorben den 28. Juni 1801 im 83. Jahr. Die Bilder Anbetung der Könige und Ausgießung des Hl. Geistes sind Werke seiner Schule. Der linke Seitenaltar zeigt das Bild Mariahilf von Schmidt (1775). Der rechte Seitenaltar zeigt das Bild hl. Sebastian um 1700 in der Art der Caravaggio-Schule. Der Kreuz-Altar im südlichen Seitenschiff trägt eine Kreuzigungsgruppe mit plastischen Figuren des Gekreuzigten und Schmerzhafte Muttergottes aus dem zweiten Viertel des 18. Jahrhunderts, die weiteren Figuren sind neu. Im Chor stehen sechs barocke lebensgroße Heiligenfiguren aus den zweiten Viertel des 18. Jahrhunderts. Die beiden Ovalbilder der Heiligen Johannes Nepomuk und Johann Carl im Chor malte wohl Schmidt.
Figurale Grabsteine und Wappengrabsteine stammen aus dem 16. bis 19. Jahrhundert. Bemerkenswert ist ein Stein zu Endres Ammander 1564 mit einer eingelassenen Erzplatte mit einem Kreuzigungsrelief an der Außenseite der Kirche.